# گلابدره (رود)
رودخانهٔ گلابدره رود کوچکی در شرق رودخانه تجریش یا دربند است. پس از عبور از غرب امامزاده قاسم در کانالی از طریق خیابان ظهیرالدوله و از زیر پل خیابان دربند به سوی جنوب غربی می‌رود، و در جنوب تجریش وارد رودخانه تجریش (دربند، جعفرآباد یا شمیران) می‌شود. تنگ شدن مسیل این رود باعث شد که باران موسمی ۴ مرداد ۱۳۶۶ تبدیل به سیلی مخرب و کشنده شود. این سیل جان صدها عابر و کارگر را در تجریش گرفت و وسایل نقلیهٔ متعدد، مغازه‌ها و اماکن بسیاری را در هم کوفت. پس از فرونشستن سیل در تجریش و ابتدای خیابان شریعتی، به همراه شن و سنگ و گل و لای و خودروهای درهم غلتیده، سنگ‌های بسیار بزرگی برجای مانده بودند که لودرهای بزرگ به سختی می‌توانستند آنها را حرکت بدهند.